# Milka Duno

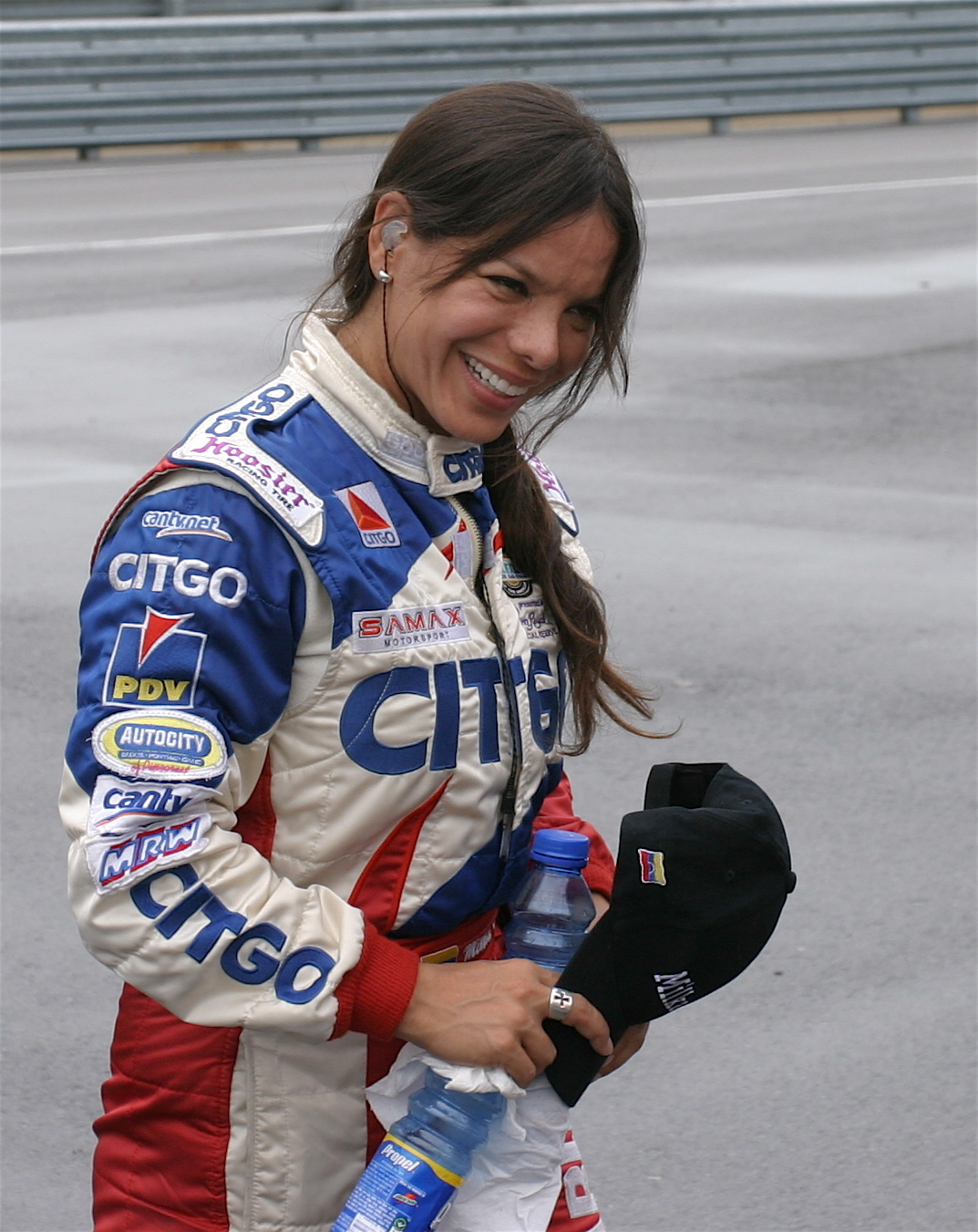
Milka Duno

Milka Beatriz Duno (* 22. April 1972 in Caracas, Venezuela) ist eine venezolanische Rennfahrerin. Seit 2007 fährt sie in der IndyCar Series und steht 2010 bei Dale Coyne Racing unter Vertrag.

## Karriere

### Anfänge im Motorsport
Duno begann ihre Karriere im Motorsport 1998. Sie wurde Vierte im venezolanischen Porsche Cup. 1999 wechselte sie in die Womens Global GT Serie und belegte 1999 den dritten und 2000 den vierten Gesamtrang. Außerdem fuhr sie in beiden Saisons in der US Ferrari Challenge und nahm 2000 an der Barber Dodge Pro Series teil. Darüber hinaus gewann sie 2000 die Panoz GT Wintermeisterschaft.
2001 nahm sie an einigen Rennen der American Le Mans Series (ALMS) und der Le Mans Series teil und debütierte beim 24-Stunden-Rennen von Le Mans. Außerdem sammelte sie weitere Erfahrungen im Formelsport in der Open Telefónica by Nissan. Für Vergani Racing startend belegte sie mit einem Punkt den 24. Gesamtrang, während ihr Teamkollege Tomas Scheckter Vizemeister wurde. 2002 startete sie erneut beim 24-Stunden-Rennen von Le Mans und nahm erneut an Rennen der ALMS teil. Im Formelsport trat Duno bei drei Rennen der World Series by Nissan, der ehemaligen Open Telefónica by Nissan, an. Außerdem startete sie in der Formel Nissan 2000, die als Sprungbrett zur World Series by Nissan galt. Während ihr Teamkollege Matteo Bobbi den Vizemeistertitel erzielte, errang die Venezolanerin nur einen Punkt und beendete die Saison auf dem 18. Platz im Gesamtklassement. In beiden Serien startete sie für Vergani Racing. 2003 blieb sie bei Vergani und startete in der World Series Light, der Nachfolgeserie der Formel Nissan 2000. Duno konnte diesmal mehrere Punkte erzielen und belegte am Ende der Saison den elften Platz in der Gesamtwertung. Außerdem trat sie zu einem Rennen des Porsche Supercups an.
2004 kehrte sie nach Amerika zurück und trat bei zwei Rennen der ALMS an. Dabei gewann sie einmal die LMP2-Wertung. In der Gesamtwertung der LMP2 belegte sie den achten Platz. 2005 wechselte sie in die Grand-Am Sports Car Series und wurde mit einem Sieg Achte der DP-Wertung. Außerdem nahm sie an insgesamt acht Formelrennen in regionalen Skip Barber Serien teil. 2006 blieb Duno in dieser Meisterschaft und belegte in der DP-Wertung den 23. Gesamtrang. 2007 trat sie nur zu drei Rennen der Grand-Am Sports Car Series an. Beim 24-Stunden-Rennen von Daytona wurde sie Zweite, was die beste Platzierung einer Frau in der Geschichte dieses Rennens darstellt.

### IndyCar Series
2007 gab Duno außerdem ihr Debüt in der IndyCar Series. Für SAMAX Motorsport startete sie bei sieben Rennen, unter anderem beim Indianapolis 500. Beim Rennen in Fort Worth erzielte sie mit einem elften Platz ihre beste Platzierung in dieser Saison. Die Saison beendete sie auf dem 20. Gesamtrang und dem zweiten Platz in der Rookie-Wertung. 2008 wechselte sie zu Dreyer & Reinbold Racing und teilte sich ein Cockpit mit Townsend Bell. Duno bestritt elf, Bell sechs Rennen. Ihr bestes Resultat war ein 14. Platz in Joliet. In der Gesamtwertung wurde sie 25. 2009 blieb sie bei Dreyer & Reinbold Racing und wurde bei neun Rennen eingesetzt. Mit einem 16. Platz als bestes Resultat belegte sie den 24. Gesamtrang.
2010 wechselte Duno zu Dale Coyne Racing und bestritt erstmals eine komplette Saison in der IndyCar Series. Zum Indianapolis 500 konnte sie sich nicht qualifizieren. Da sie speziell auf den Rundstrecken durch indiskutable Leistungen auffiel und zum Teil bis zu 8 Sekunden pro Runde auf den Vorletzten verlor sowie beim überrundet werden nicht auf die schnelleren Piloten achtete, fuhr sie seit dem 25. Juli auf Bewährung. Am Saisonende belegte sie den 23. Gesamtrang.

## Persönliches
Duno hat vier Master-Abschlüsse (Organisationsentwicklung, Schiffstechnik, Aquakultur und Meeresbiologie). Sie engagiert sich auch in Programmen zur Förderung von hispanischen Jugendlichen zu akademischen Berufen.

## Statistik

### Karrierestationen
- 1998: Venezolanischer Porsche Cup (Platz 4)
- 1999: Womens Global GT Serie (Platz 3)
- 2000: Womens Global GT Serie (Platz 4); Panoz GT Wintermeisterschaft (Meister)
- 2001: Open Telefónica by Nissan (Platz 24); American Le Mans Series
- 2002: American Le Mans Series, LMP900 (Platz 12); World Series by Nissan; Formel Nissan 2000 (Platz 18)
- 2003: World Series Light (Platz 11)
- 2004: American Le Mans Series, LMP2 (Platz 8)
- 2005: Grand-Am Sports Car Series, DP (Platz 8)
- 2006: Grand-Am Sports Car Series, DP (Platz 23)
- 2007: IndyCar Series (Platz 20); Grand-Am Sports Car Series, DP (Platz 38)
- 2008: IndyCar Series (Platz 25)
- 2009: IndyCar Series (Platz 24)
- 2010: IndyCar Series (Platz 23)

### Einzelergebnisse in der IndyCar Series
| Saison | Team                     | 1      | 2      | 3      | 4       | 5       | 6        | 7      | 8      | 9      | 10     | 11     | 12     | 13     | 14     | 15     | 16     | 17     | 18     | 19   | Punkte | Rang |
| ------ | ------------------------ | ------ | ------ | ------ | ------- | ------- | -------- | ------ | ------ | ------ | ------ | ------ | ------ | ------ | ------ | ------ | ------ | ------ | ------ | ---- | ------ | ---- |
| 2007   | SAMAX Motorsport         | HMS    | STP    | MOT    | KAN 14  | INDY 31 | MIL      | TXS 11 | IOW 18 | RIR 19 | WGL    | NSH    | MDO    | MIS 19 | KTY    | SNM    | DET    | CHI 15 |        |      | 96     | 20.  |
| 2008   | Dreyer & Reinbold Racing | HMS 20 | STP    | MOT1   | LBH1    | KAN 16  | INDY 19  | MIL    | TXS 17 | IOW 24 | RIR    | WGL 20 | NSH 17 | MDO 23 | EDM    | KTY 21 | SNM    | DET 23 | CHI 14 | SRF2 | 140    | 25.  |
| 2009   | Dreyer & Reinbold Racing | STP    | LBH    | KAN 16 | INDY 20 | MIL     | TXS 23   | IOW    | RIR    | WGL 17 | TOR    | EDM    | KTY 20 | MDO 21 | SNM 17 | CHI 21 | MOT    | HMS 17 |        |      | 113    | 24.  |
| 2010   | Dale Coyne Racing        | SAO 21 | STP 24 | ALA 24 | LBH 25  | KAN 26  | INDY DNQ | TXS 23 | IOW 23 | WGL 23 | TOR 26 | EDM 25 | MDO 23 | SNM 22 | CHI 19 | KTY 19 | MOT 19 | HMS 24 |        |      | 184    | 23.  |

(Legende)
1 Die Rennen fanden am selben Tag statt.
2 Es wurden keine Punkte vergeben.

### Le-Mans-Ergebnisse
| Jahr | Team                | Fahrzeug       | Teamkollege | Teamkollege        | Platzierung | Ausfallgrund |
| ---- | ------------------- | -------------- | ----------- | ------------------ | ----------- | ------------ |
| 2001 | Dick Barbour Racing | Reynard 01Q-LM | John Graham | David Murry        | Ausfall     | Unfall       |
| 2002 | MBD Sportscar Team  | Panoz LMP07    | John Graham | Didier de Radiguès | Ausfall     | Elektrik     |

### Sebring-Ergebnisse
| Jahr | Team          | Fahrzeug    | Teamkollege   | Teamkollege   | Platzierung | Ausfallgrund     |
| ---- | ------------- | ----------- | ------------- | ------------- | ----------- | ---------------- |
| 2002 | MBD Sportscar | Panoz LMP07 | Scott Maxwell | John Graham   | Ausfall     | Elektrik         |
| 2004 | Taurus Racing | Lola B2K/10 | Phil Andrews  | Justin Wilson | Ausfall     | Kraftübertragung |